# Bruno Henrique Lopes
Bruno Henrique Lopes (* 19. Mai 1995 in Londrina) ist ein brasilianischer Fußballspieler. Der Rechtsfuß spielt vorwiegend im Angriff.

## Karriere
Bruno Lopes erhielt seine fußballerische Ausbildung beim Criciúma EC. Hier schaffte er 2013 auch den Sprung in den Profikader. Am 8. August 2013 spielte er in der Série A gegen den Cruzeiro EC, wo er in der 64. Minute eingewechselt wurde. In dem Spiel erzielte er auch sein erstes Ligator. In der Folgesaison 2014 kam er noch zu 21 Einsätzen von 38 möglichen Erstligaspielen. Ein Tor gelang ihm dabei nicht. Am Ende des Wettbewerbs musste sein Klub als Tabellenletzter absteigen. 2015 kam er zwar insgesamt auf 27 Einsätze, davon aber nur noch neun in der Serie B.
Im Juni 2016 wechselte Lopes zum FC Arouca nach Portugal. Für den Klub lief er das erste Mal auf internationaler Ebene in der UEFA Europa League 2016/17 am 28. August 2016 auf. In dem Spiel gegen Olympiakos Piräus wurde er in der 112. Minute für Gegé eingewechselt. Sein erstes Spiel in der portugiesischen Primeira Liga bestritt Lopes am 30. November 2016 gegen Sporting Lissabon. Hier wurde er in der 87. Minute für Marlon de Jesús eingewechselt. Am 12. Januar 2017 gab Arouca bekannt, dass sie Lopes für ein halbes Jahr nach Brasilien an den Grêmio Esportivo Brasil ausleihen. Kurz nach seiner Rückkehr zu Arouca Anfang Juli 2018, wurde Lopes zum 1. September 2017 entlassen.
Zur Saison 2018 fand er eine neue Anstellung beim Oeste FC. Anfang Januar 2020 wurde Lopes an den CRB ausgeliehen. Zwei Monate später kehrte Lopes aber wieder zu Oeste zurück. Mit dem Klub bestritt er Spiele in der Staatsmeisterschaft und der Série B 2020. In der Série B wurde der Klub Letzter und musste in die Série C 2021 absteigen. Im Februar 2021 wurde Lopes für die Spiele in der Staatsmeisterschaft an den Ituano FC ausgeliehen. Danach kehrte Lopes nicht zu Oeste zurück, sondern wurde bis Ende der Saison 2021 an den Brusque FC ausgeliehen. Mit dem Klub bestritt er noch sechs Spiele (kein Tor) in der Série B 2021. Zur Staatsmeisterschaft 2022 lief Lopes wieder für Oeste auf sowie auch in der Série D. Im Juni des Jahres kehrte er fest zu Ituano zurück.
Zur Saison 2023 wechselte Lopes zu Grêmio Maringá. Nach der Austragung der Staatsmeisterschaft von Paraná 2024 wurde er an den Amazonas FC ausgeliehen. Mit dem Klub trat Lopes in der Série B 2024 an. Nach deren Beendigung im November ging er zu Maringá zurück.

## Erfolge
U-20 Nationalmannschaft
- Panda Cup: 2014

Criciúma
- Staatsmeisterschaft von Santa Catarina: 2013